# Eero Mäntyranta
Eero Antero Mäntyranta, né le 20 novembre 1937 à Turtola (maintenant Pello) et mort le 30 décembre 2013 à Oulu, est un fondeur finlandais. Lors des quatre olympiades auxquelles il a participé, il a remporté sept médailles faisant de lui l'un des plus importants sportifs de son pays.

## Biographie
Eero Mäntyranta est le premier Finlandais convaincu de dopage. Il est contrôlé positif aux amphétamines lors de championnats nationaux en 1972, mais il le dénie. Plus tard, il a reconnu avoir durant sa carrière pris des hormones qui alors n'étaient pas officiellement prohibées.
Cependant, Eero Mäntyranta présente une particularité médicale tout à fait originale puisqu'il a été démontré que lui et sa famille (plus de 200 membres) possèdent une mutation naturelle activatrice d'un seul nucléotide (G6002→A, Trp→Stop) dans le gène codant le récepteur de l'érythropoïétine (EPOR), entrainant un récepteur tronqué de 70 acides aminés en C terminal, conduisant à une polyglobulie et à un hématocrite naturellement très élevé allant jusqu'à une augmentation de 50 % de sa capacité sanguine de transport d'oxygène. L'étude médicale de sa famille publiée en 1993 a démontré que cette mutation remonte à son grand-père (né au XIXe siècle).
Le Ministère finlandais de l'Éducation lui a décerné un titre honorifique Pro Urheilu en 2000. Il existe dans sa ville natale de Pello un musée qui lui est consacré.
Son oncle Pertti Teurajärvi est aussi un fondeur à succès.

### Carrière sportive
Pour ses premiers Jeux olympiques en 1960, il remporte le titre avec ses coéquipiers du relais. Deux ans plus tard, il gagne son premier titre de champion du monde sur le trente kilomètres à Seefeld, où il est aussi médaillé d'argent en relais. 1962 est l'année de sa première victoire sur le quinze kilomètres du Festival de ski d'Holmenkollen, où il s'impose à deux autres reprises en 1964 et 1968, ce qui lui vaut la Médaille Holmenkollen en 1964. Pour ses deuxièmes Jeux olympiques en 1964, « Mister Seefeld » atteint le pic de sa carrière, y gagnant le titre sur le quinze kilomètres et le trente kilomètres, ainsi que la médaille d'argent au relais. Il ajoute une victoire aux Jeux du ski de Lahti cet hiver au quinze kilomètres (aussi gagnant en 1972), avant d'être choisi en tant que sportif finlandais de l'année, tout comme en 1966, où il est de nouveau champion du monde du trente kilomètres et de plus est médaillé de bronze au cinquante kilomètres et d'argent au relais.
Aux Jeux olympiques d'hiver de 1968, il porte son nombre de médailles olympiques à sept unités, obtenant deux médailles de bronze au trente kilomètres et en relais.
Pour sa dernière grande compétition internationale en 1972, il est 19e du trente kilomètres aux Jeux olympiques de Sapporo.

## Palmarès

### Jeux olympiques d'hiver
| Épreuve / Édition | Squaw Valley 1960 | Innsbruck 1964 | Grenoble 1968 | Sapporo 1972 |
| 15 km             | 6e                | Or             | Argent        |              |
| 30 km             |                   | Or             | Bronze        | 19e          |
| 50 km             |                   | 9e             | 15e           | DNF          |
| 4 × 10 km         | Or                | Argent         | Bronze        |              |

### Championnats du monde
| Épreuve / Édition | Zakopane 1962 | Oslo 1966 |
| 15 km             | 5e            | 6e        |
| 30 km             | Or            | Or        |
| 50 km             |               | Bronze    |
| 4 × 10 km         | Argent        | Argent    |